# Josef Fanta (architecte)
Pour les articles homonymes, voir Josef Fanta et Fanta (homonymie).
Josef Fanta, né le 7 décembre 1856 à Sudoměřice u Tábora (royaume de Bohême) et mort le 20 juin 1954 à Prague (Tchécoslovaquie), est un architecte tchèque, également créateur de meubles, sculpteur et peintre.

## Biographie et œuvre

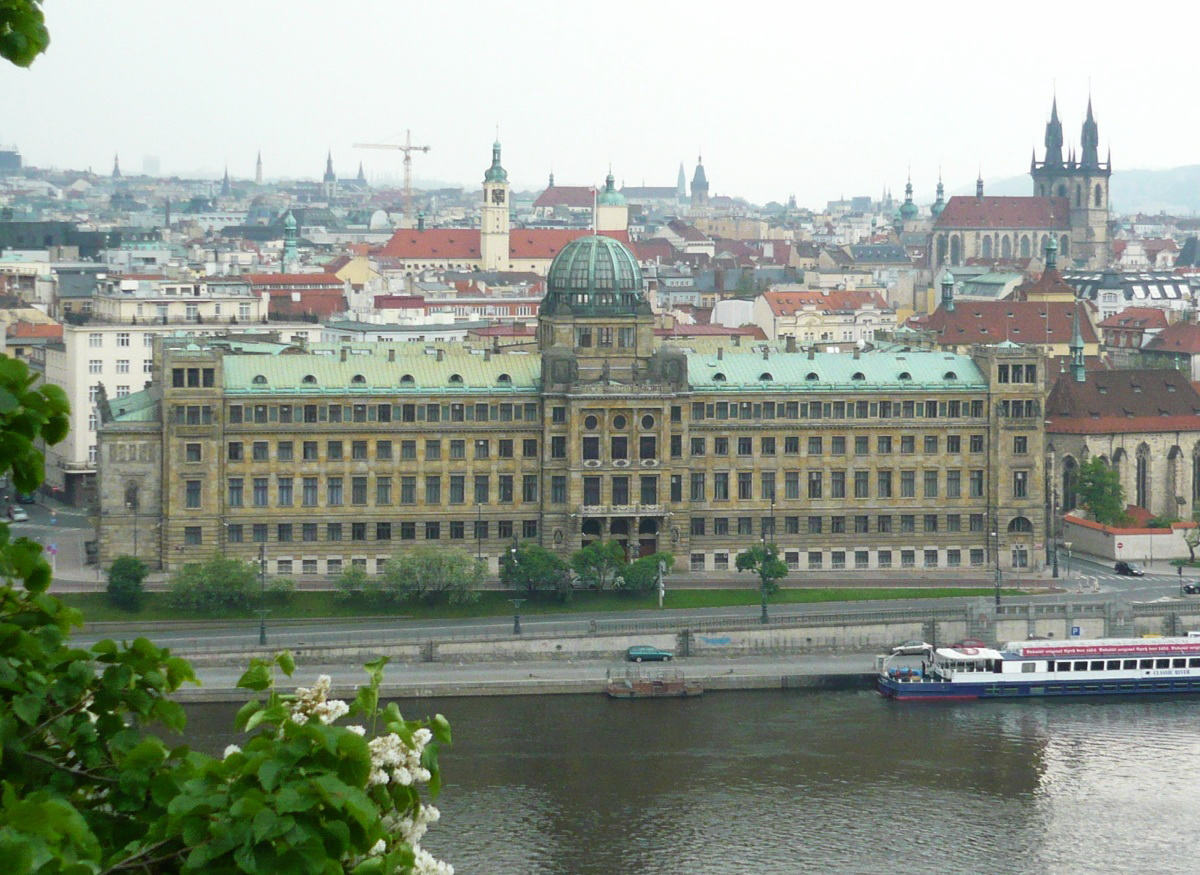
Ministère du commerce à Prague.

Élève de Josef Zítek, Josef Fanta est devenu l'un des représentants les plus éminents de l'architecture Art nouveau tchèque. Il a créé de nombreuses œuvres architecturales publiques notables, comme la gare centrale de Prague, le bâtiment du Ministère du commerce à Prague, l'observatoire d'Ondřejov et, en 1912, à Prace, le Monument de la Paix (cs) commémorant la bataille d'Austerlitz. 
En 1918, Fanta est élu membre de l'Académie tchèque des sciences et des arts (de) (Česká akademie věd a umění).